# Manuel Bianchi Gundián
Juan Manuel Bianchi Gundián (Santiago, 14 de enero de 1894 - ibíd, 16 de diciembre de 1982) fue un diplomático y político chileno. Se desempeñó como ministro de Relaciones Exteriores y Comercio durante el gobierno del presidente radical Pedro Aguirre Cerda entre 1940 y 1941.

## Familia
Nació en Santiago, el 14 de enero de 1894, miembro de una familia de periodistas y diplomáticos de origen italiano afincada en Chile desde 1848; era hijo de Ernesto Bianchi Tupper y Laura Gundián Sierralta. Su hermano Arturo fue el primer vicepresidente del Colegio de Arquitectos de Chile en 1942.
Se casó en dos oportunidades, primero con Luz Pérez de Castro Gutiérrez, con quien tuvo dos hijos; y en segundas nupcias, con Margery Lucile van Claveren, también teniendo dos hijos.

## Vida pública
Entre otros cargos, fue embajador de Chile en Panamá, Cuba, Bolivia, México y el Reino Unido, así como ministro de Relaciones Exteriores y Comercio durante el gobierno de Pedro Aguirre Cerda entre noviembre de 1940 y marzo de 1941.
Fue también presidente de la Comisión Interamericana de Derechos Humanos de la OEA (CIDH), desde donde contribuyó «al encauzamiento del orden político y constitucional» en la República Dominicana, tras los sucesivos golpes de Estado ocurridos después del derrocamiento de Rafael Leónidas Trujillo. En 1968 recibió el Premio de Derechos Humanos de las Naciones Unidas, un reconocimiento otorgado por la Organización de las Naciones Unidas a las personas y organizaciones que hayan realizado aportes significativos en «la promoción y protección de los derechos humanos y las libertades fundamentales».
Falleció en Santiago de Chile, el 16 de diciembre de 1982, siendo el último miembro del gabinete ministerial de Pedro Aguirre Cerda en morir.